# Richard Ortiz
Richard Ortiz (Asunción, 1990. május 22. –) paraguayi labdarúgó, a mexikói Toluca FC középpályása, de hátvédként is bevethető.